# ویلکا ویش (شهرستان کراکوف)
ویلکا ویش (شهرستان کراکوف) (به لاتین: Wielka Wieś) یک روستا در لهستان است که در گمینا ویلکا ویش واقع شده‌است.
 ویلکا ویش  ۱٬۰۶۳ نفر جمعیت دارد.